# Let United Airlines 232
Let United Airlines 232 byl pravidelný let společnosti United Airlines spojující coloradský Denver s Chicagem. Dne 19. července 1989 letadlu DC-10 (reg. N1819U), které jej zajišťovalo, explodoval ocasní motor, v důsledku čehož byly poškozeny ocasní plochy letadla a vyřazena veškerá hydraulika. Posádka kokpitu doplněná o leteckého instruktora Dennyho Fitche z řad cestujících dovedla nestabilní a velmi špatně ovladatelný stroj na letiště u Sioux City v Iowě, kde nouzově přistála. Při přistání stroj minul dráhu, rozpadl se na několik částí a začal hořet, v důsledku čehož zahynulo 111 z 296 osob na palubě. 185 lidí však hrozivě tvrdé přistání přežilo.
Vyšetřování ukázalo, že příčinou havárie byla výrobní vada u rotačního disku motoru č. 2 a neschopnost údržby odhalit jí zapříčiněnou únavovou trhlinu. Neodhalená trhlina vedla k rozpadu disku, jehož trosky proděravěly ocasní plochy a poškodily všechny tři hydraulické systémy letadla, které tak v důsledku ztráty hydraulické kapaliny přestaly fungovat. Vyšetřovatelé, letečtí odborníci, organizace pilotů i veřejnost navzdory velkému počtu mrtvých vysoce ocenili výkon posádky, především kapitána Haynese a Dennyho Fitche, neboť přežití většiny cestujících bylo daleko lepším výsledkem, než bylo vzhledem k okolnostem rozumné očekávat.
Jedním z přeživších neštěstí byl americký jezdec Michael R. Matz, pozdější stříbrný medailista z LOH 1996 z týmové soutěže v jezdecké všestrannosti.
Havárie se stala předlohou či inspirací pro mnoho filmů (z nich nejznámější je film Tisíc hrdinů, v němž hrál kapitána Haynese Charlton Heston) a dokumentů (mimo jiné podle ní vznikly epizody seriálů Letecké katastrofy a Vteřiny před katastrofou).